# Edwardsia japonica
Edwardsia japonica är en havsanemonart som beskrevs av Oscar Henrik Carlgren 1931. Edwardsia japonica ingår i släktet Edwardsia och familjen Edwardsiidae. Inga underarter finns listade i Catalogue of Life.